# Viola cilicica
Viola cilicica är en violväxtart som beskrevs av Juliette Contandriopoulos och Quezel. Viola cilicica ingår i släktet violer, och familjen violväxter. Inga underarter finns listade i Catalogue of Life.